# Ambasciata d'Italia a Città del Messico
L'ambasciata d'Italia a Città del Messico è la missione diplomatica della Repubblica Italiana nello Stati Uniti Messicani.
Si trova a Città del Messico, città sede del governo messicani, Paseo de las Palmas 1994, Lomas de Chapultepec, Città del Messico, 11000 

## Altre sedi diplomatiche d'Italia in Messico
Oltre l'ambasciata a Città del Messico, esiste una rete consolare italiana:
| Tipologia                  | Sede                  | Zona di competenza       |
| -------------------------- | --------------------- | ------------------------ |
| Consolato onorario         | Cancún                | Quintana Roo             |
| Consolato onorario         | Monterrey             | Nuevo León               |
| Consolato onorario         | Oaxaca de Juárez      | Oaxaca                   |
| Consolato onorario         | Playa del Carmen      | Quintana Roo             |
| Consolato onorario         | Puebla de Zaragoza    | Puebla                   |
| Consolato onorario         | Santiago de Querétaro | Querétaro                |
| Consolato onorario         | Tampico               | Tamaulipas               |
| Agenzie Consolari Onorarie | Acapulco              | Guerrero                 |
| Agenzie Consolari Onorarie | La Paz                | Bassa California del Sud |
| Agenzie Consolari Onorarie | Morelia               | Michoacán                |